# Burhanuddin Rabbani
Burhanuddin Rabbani —en persa: برهان الدين رباني‎, romanizado: Burhânuddîn Rabbânî— (Fayzābād, 20 de septiembre de 1940-Kabul, 20 de septiembre de 2011) fue un líder muyahidín y político afgano.
Líder de la facción político-militar Jamiati Islami, se convirtió en el jefe de Estado tras el derrocamiento de la república socialista, en 1992, por las distintas milicias integristas que luchaban contra ese régimen. Su presidencia —más teórica que real en muchas zonas del país— fue finiquitada en 1996, año en el que los talibanes le derrocaron e impusieron el Emirato Islámico de Afganistán, un régimen que no fue aceptado internacionalmente por casi ningún país. Debido a esta situación, un Rabbani acantonado en el territorio boreal —conocido como la Alianza del Norte— siguió siendo mayoritariamente considerado como el jefe de Estado legítimo, si bien en la práctica compartía el poder con otros señores de la guerra.
Cuando Estados Unidos acabó con el régimen del Mulá Omar a finales del 2001, Rabbani volvió a la capital por unas semanas, hasta que fue reemplazado por Hamid Karzai. Rabbani se convirtió en jefe del Frente Nacional de Afganistán, conocido en los medios como Frente Nacional Unido, el mayor grupo opositor al gobierno de Karzai, y en miembros del parlamento, desempeñando en sus últimos años un destacado papel como negociador entre los talibanes y las fuerzas de la OTAN presentes en suelo afgano.
El 20 de septiembre de 2011 murió en su casa de Kabul, víctima de un atentado suicida.

## Biografía

### Primeros años
Rabbani, hijo de Muhammed Yousuf, nació en 1940 en Fayzābād (provincia de Badajshán) —al norte de Afganistán—. Tras terminar la escuela en su provincia natal, ingresó a Darul-uloom-e-Sharia (Abu-Hanifa), una escuela religiosa en Kabul.

### Formación religiosa
Después de graduarse, asistió a la Universidad de Kabul para estudiar derecho y teología islámica. Durante sus cuatro años en la universidad, se hizo conocido por sus trabajos sobre el islam. Poco después de su graduación en 1963, fue contratado como profesor en la Universidad de Kabul. Para mejorar su formación, Rabbani fue a Egipto en 1966 para ingresar a la Universidad de al-Azhar en El Cairo. En dos años, recibió su maestría en filosofía islámica.

### Acción política y guerra santa
Rabbani regresó a Afganistán en 1968, donde el Consejo Superior de Jamiati Islami le otorgó el deber de organizar a los estudiantes universitarios. Debido a sus conocimientos, reputación y apoyo activo a la causa religiosa, en 1972, un consejo de 15 miembros —incluido su fundador, Ghulam M. Niyazi— lo seleccionó como jefe del partido, que estaba principalmente compuesto por tayikos y uzbekos.
En la primavera de 1974, la policía entró a la Universidad de Kabul para arrestar a Rabbani por su postura proislamista —entonces Afganistán era gobernado por el general Daud—, pero fue incapaz de capturarlo gracias a la ayuda de los estudiantes. Tras este episodio, Rabbani escapó de la ciudad y se refugió en el interior del país.
Rabbani fue uno de los líderes de la yihad contra el gobierno surgido de la Revolución de Saur en 1978 y, posteriormente, contra las tropas soviéticas que apoyaban al gobierno —guerra de 1978-1992—.
Durante esta guerra, Rabbani comandó a las tropas que reprimieron sangrientamente el levantamiento de los prisioneros de guerra del campo de Badaber, en Pakistán, donde los integristas tenían capturados a soldados soviéticos y afganos comunistas.

### Empresario
Antes de la revolución de 1978, Rabbani era propietario de inmensas haciendas en Badajshán y Kabul y de empresas de exportación de astracán, así como principal exportador de alfombras a Occidente. Posteriormente, fue expropiado. Durante la guerra, su grupo armado se involucró en el saqueo y tráfico de esmeralda y lazurita, así como al tráfico de drogas.

### Presidencia
Las fuerzas de Rabbani fueron los primeros elementos muyahidines que entraron en Kabul en 1992. Tras la guerra, Rabbani se convirtió en presidente de Afganistán. Rabbani acusó a los kabulíes de «complicidad con los soviéticos» y anunció que había que «matar y aniquilar a los comunistas».
Posteriormente, la capital fue destruida a causa de las luchas internas entre facciones del Estado Islámico. El Museo Nacional de Kabul fue saqueado y destruido y muchas piezas fueron vendidas al extranjero —40 000 monedas antiguas, por ejemplo—. La música afgana fue fuertemente censurada —ya en los años de guerra, los muyahidines prohibían casi totalmente la música en los campamentos de refugiados en Pakistán, en «señal de duelo por la intervención soviética»—: los músicos debían solicitar licencia especificando el tipo de música y esta debía incluir alabanzas a los muyahidines y textos extraídos de la mística poesía sufí y todas las actividades musicales privadas estaban controladas por la «Oficina para la Propagación de la Virtud y la Prevención del Vicio».
Rabbani restauró la lapidación como método de ejecución. Las escuelas fueron llamadas «puertas del infierno», la radio «caja del diablo» y la televisión «espejo de Satanás». También se llevaron a cabo quemas de libros; en Kabul, éstas se hacían bajo la supervisión personal del Ministro de Información y Cultura, Seddiqu Chakari. Durante una crisis con Pakistán, la embajada de este país fue asaltada por la gente, con el resultado de un muerto y varios heridos, entre ellos el embajador. Por otra parte, Afganistán se volvió a convertir en un centro de producción y tráfico de opio.
El gobierno de Rabbani fue reconocido por la ONU en 1995.

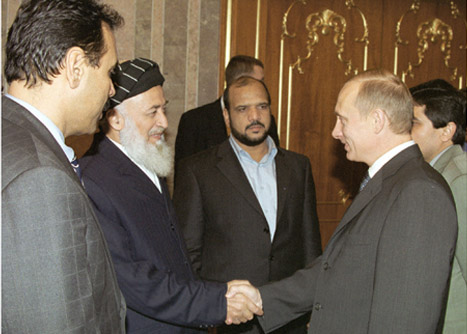
Rabbani con el entonces Presidente de Rusia, Vladímir Putin en Dusambé, en 2001.

Luego de cuatro años de guerra civil entre las propias facciones integristas, fue forzado a abandonar la capital al aproximarse el ejército talibán, otra fuerza integrista enemiga de Jamiati Islami —la facción de Rabbani—.
Las facciones opuestas a los talibanes se unieron formando la Alianza del Norte, continuando la guerra civil con Rabbani al frente de uno de los bandos.
Después de los atentados del 11 de septiembre de 2001, Rabbani aceptó cooperar con las fuerzas estadounidenses y de la OTAN para derrocar a los talibanes. Con la ayuda de tropas de la coalición, Kabul fue pronto capturada y Rabbani retomó sus funciones presidenciales en la capital. Poco después, abandonó el poder en favor de Hamid Karzai.

### Muerte
Rabbani murió en un ataque suicida en su casa de Kabul el 20 de septiembre de 2011 cuando se reunía con una supuesta delegación de paz de los Talibán. Dos integrantes de la delegación se le acercaron para darle la mano y entonces volaron en pedazos por la detonación de unos explosivos que, al menos, uno de ellos traía escondidos. Enviaron sus condolencias al Gobierno afgano los gobiernos de España e Irán. El atentado fue atribuido a los talibanes, quienes no lo rechazaron ni confirmaron. Otras fuentes señalan a la Red Haqqani.